# Cyanocorax dickeyi
La chara pinta (Cyanocorax dickeyi) es una especie de ave paseriforme de la familia Corvidae endémica de una pequeña área de la Sierra Madre Occidental de Sinaloa y Durango, en México.
Es residente en los bosques de montaña subtropicales relativamente húmedos, con gran cantidad de especies de epífitas, especialmente de los que tienen un gran componente de robles.